# Saint-Maurice-lès-Châteauneuf
Saint-Maurice-lès-Châteauneuf település Franciaországban, Saône-et-Loire megyében. Lakosainak száma 595 fő (2022. január 1.). Saint-Maurice-lès-Châteauneuf Vauban, Saint-Martin-de-Lixy, Chassigny-sous-Dun, Châteauneuf, Ligny-en-Brionnais, Saint-Edmond, Saint-Laurent-en-Brionnais és Tancon községekkel határos.

## Népesség
A település népessége az elmúlt években az alábbi módon változott:
| Lakosok száma | 584  | 580  | 587  | 569  | 568  | 571  | 570  | 583  | 595  |
|               | 2013 | 2015 | 2016 | 2017 | 2018 | 2019 | 2020 | 2021 | 2022 |